# Eto zdorovo
Eto zdorovo è un singolo del cantautore russo Nikolaj Noskov, pubblicato nel 2000 come primo estratto dal terzo album in studio Dišu tišinoj. 